# Uomo di Kennewick
L'uomo di Kennewick è lo scheletro umano fossile di un nativo americano vissuto 8 500 anni fa, ritrovato negli Stati Uniti d'America, nel letto del fiume Columbia, presso Kennewick, nello Stato di Washington, il 28 luglio 1996.

## Scoperta
I reperti vennero alla luce durante una gara di idroplano, grazie alla scoperta accidentale fatta da Will Thomas e David Deacy, due spettatori che assistevano all'evento. Il ritrovamento provocò una discussione sulla relazione tra i diritti religiosi dei nativi americani e il diritto alla ricerca archeologica: un gruppo di nativi americani, basandosi sulla protezione accordata alle loro sepolture dalla legge statunitense (il Native American Graves Protection and Repatriation Act), reclamò il diritto di proprietà su quei resti. Nel febbraio del 2004 la corte si pronunciò sul caso affermando che, in assenza di una relazione culturale tra i nativi viventi e i resti ritrovati, non ci sarebbe stato alcun vincolo per lo studio scientifico. 
Il 17 febbraio 2017 i resti dell'Uomo di Kennewick, noto anche come The Ancient One, sono stati restituiti alle tribù del popolo Shwoyelpi, anche detto popolo Colville, che ne rivendicano l'appartenenza.

## Studi
Nel luglio 2005 diversi scienziati studiarono il ritrovamento e individuarono il cranio come appartenente a un caucasoide ma nel 2015 venne comprovata l'ipotesi dell'origine americana. La datazione, effettuata col metodo del carbonio-14, ipotizzava che fosse vissuto tra 8 430 e 9 200 anni fa. I risultati, in un primo momento, esclusero che potesse trattarsi di un nativo americano, ipotizzarono un'origine europea per quei resti, appartenuti a qualcuno giunto nel continente a seguito di una migrazione che aveva attraversato lo Stretto di Bering nell'ultimo periodo della Glaciazione Würm. 
Le pubblicazioni più recenti hanno dapprima ipotizzato un'origine circumpacifica, tra cui le popolazioni Ainu e polinesiane, e poi hanno evidenziato la più probabile origine americana.  Gli studi effettuati hanno permesso di individuarne la dieta nei 20 anni che avevano preceduto la morte: oltre a nutrirsi in prevalenza di mammiferi marini, l'uomo aveva bevuto acqua derivante dal discioglimento di ghiacciai. Poiché, all'epoca, il più vicino ambiente costiero dell'estensione glaciale cadeva in Alaska, questi elementi permettevano di dedurre uno stile di vita ad alta mobilità in vicinanza di ambienti marini delle coste settentrionali.